# Tania Modra
Tania Modra (ur. 14 stycznia 1975 w Port Lincoln) – australijska kolarka torowa i szosowa. Jako pilotka niewidomej kolarki została dwukrotną złotą medalistką na igrzyskach w Sydney w 2000 roku, za co otrzymała rządowy order i tytuł OAM.

## Życiorys
Urodziła się 14 stycznia 1975 roku w Port Lincoln w Australii Południowej. Wychowywała się na farmie na północ od Port Lincoln na półwyspie Terytorium Jervis Bay. Jej ojciec był hodowcą owiec i właścicielem Thistle Island, którą sprzedał w latach 80. XX wieku. Jej rodzice, Theo i Sylvia, mieli oprócz niej trzech synów.
Razem z braćmi uczęszczała do Immanuel College w Adelajdzie. Tania uczęszczała później do Port Lincoln High School, gdzie zdobyła rekordy młodzików w kategorii U14 na dystansie 200 i 800 metrów oraz w U15 na 800 metrów. W wolnych chwilach uprawiała również tenisa, siatkówkę, aikido i sporty wodne.

### Przygotowania i igrzyska

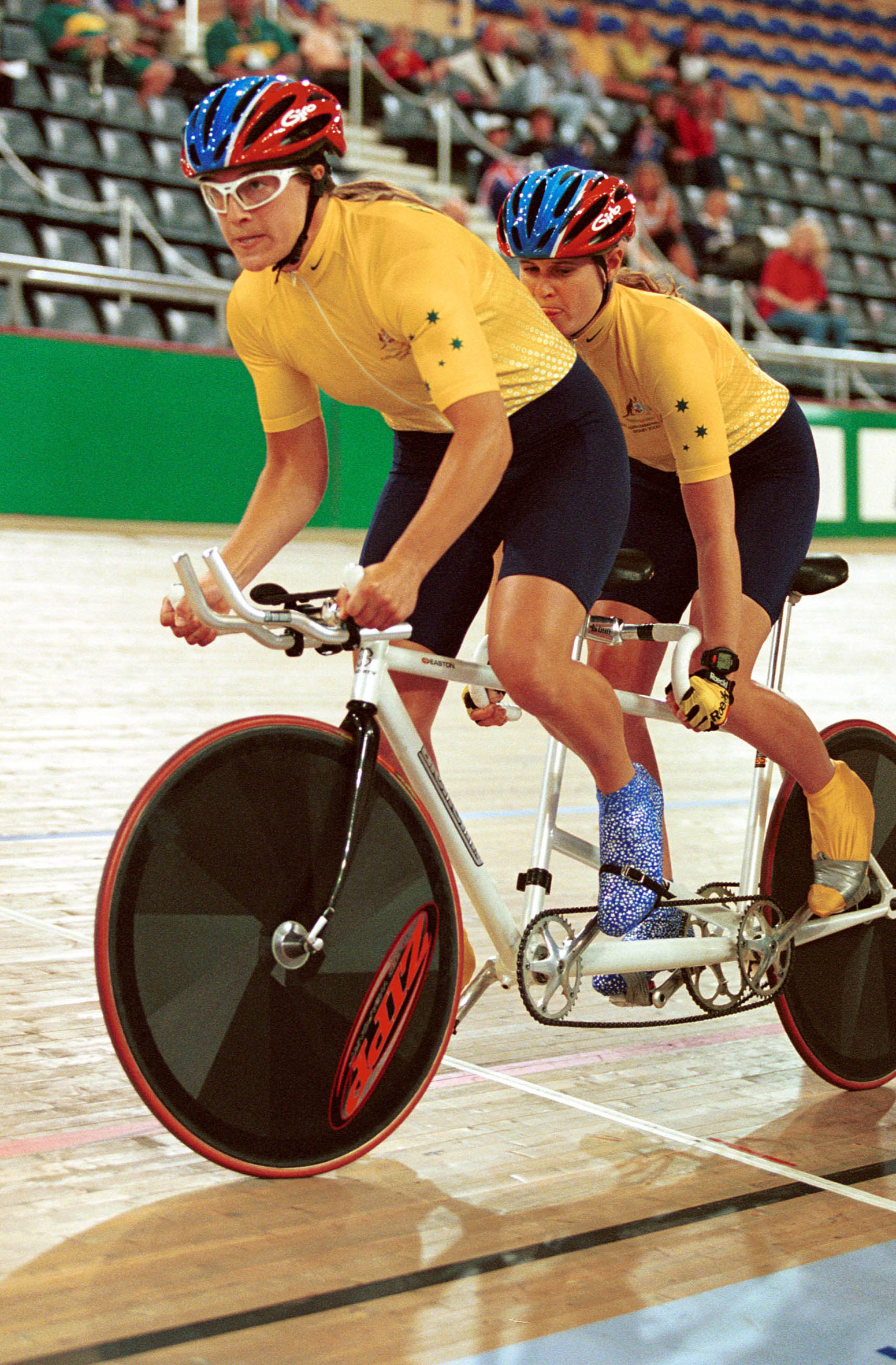
Tania Modra (z przodu) oraz jej partnerka Sarnya Parker podczas igrzysk w trakcie jazdy na czas.

Kolarstwem zainteresowała się dzięki bratu, niewidomemu kolarzowi paralimpijskiemu Kieranowi Modrze. Kieran, mając już sukcesy w startach w tandemie ze swoją żoną, namówił do tego sportu Tanię i poznał ją ze swoją niewidomą znajomą, Sarnyą Parker. Kieran pomógł im również w treningach, zarówno służąc swoim doświadczeniem, jak i przekazując niezbędny sprzęt. Do igrzysk w Sydney zostało wówczas 18 miesięcy, a ani Tania, ani Parker nie miały doświadczenia w kolarstwie wyczynowym. Trenowały w tym okresie po ok. 22 godziny tygodniowo, jednocześnie pracując zawodowo.
W trakcie przygotowań musiały również brać udział w zawodach, by móc zakwalifikować się na igrzyska. Pierwszą imprezą, w której wzięły udział jako tandem, było Southern Cross Games, gdzie zdobyły 5 złotych medali. Następnie w Australian National Championship 2000 zdobyły 3 złote medale: dwa torowe (1 i 3 km) oraz jeden szosowy na dystansie 45 kilometrów. Już w trakcie przygotowań osiągały czasy pozwalające pobić rekord świata, ale imprezy nie spełniały rygorów wymaganych do oficjalnego bicia tego rekordu.
W 2000 roku podczas Igrzysk w Sydney para zdobyła dla Australii dwa złote medale w konkurencjach na 1 km jazdy na czas (time trial) oraz 3 km wyścig na dochodzenie. W obu konkurencjach pobiły ówczesny rekord świata. W trzeciej konkurencji, kolarstwie szosowym na 56 km, zajęły 4. miejsce z czasem 93:56, podczas gdy złoto zdobyła inna drużyna z Australii z czasem 91:23. W tej ostatniej konkurencji miały kilka problemów, w tym uniknęły zderzenia z Hiszpankami, które miały wypadek, będąc tuż przed Australijkami.
Podczas igrzysk Tania wystąpiła również w tandemie mieszanym z bratem. Co prawda Kieran miał jeździć ze swoją żoną Kerry, ale ta była wówczas w czwartym miesiącu ciąży i, przez związane z tym niskie ciśnienie, zasłabła, a potem musiała się wycofać z pozostałych konkurencji. W konkurencji szosowej zajęła z bratem 7. miejsce.

### Kariera po igrzyskach
W 2001 roku miały bardzo udany występ na mistrzostwach Europy w Szwajcarii, gdzie wygrały wszystkie konkurencje, w których wzięły udział, czyli 4 konkurencje torowe (m.in. sprint i wyścig na dochodzenie) oraz jazdę na czas na szosie.
Modra zakończyła później karierę sportową i w 2002 roku Parker brała udział w mistrzostwach świata z inną partnerką.

## Wyróżnienia i odznaczenia
Niedługo po olimpiadzie australijska poczta wydała znaczki z podobiznami złotego tandemu.
W styczniu 2001 roku otrzymała odznaczenie Medal Orderu Australii i związany z tym tytuł OAM. W czerwcu otrzymała wyróżnienie Sportsperson of the Year od lokalnego klubu Rotary.